# زیردریایی یو-۴۳۷
زیردریایی یو-۴۳۷ (به انگلیسی: German submarine U-437) یک زیردریایی بود که طول آن ۶۷٫۱ متر (۲۲۰ فوت ۲ اینچ) بود. این زیردریایی در سال ۱۹۴۱ ساخته شد.